# Epidendrum haematanthum
Epidendrum haematanthum är en orkidéart som beskrevs av Rudolf Schlechter. Epidendrum haematanthum ingår i släktet Epidendrum och familjen orkidéer.
Artens utbredningsområde är Peru. Inga underarter finns listade i Catalogue of Life.